# كورنيلوس (بابا)
كورنيلوس هو بابا الكنيسة الكاثوليكية الواحد والعشرين وقديس وفق المعتقدات المسيحية، كان أسقف روما بين 3 مارس أو 6 مارس 251 حتى استشهاده في يونيو 253، خلفًا للبابا فابيان.

## اضطهاد المسيحيون
الإمبراطور داكيوس، الذي حكم روما بين الأعوام 249 حتى 251، اضطهد المسيحيين في الامبراطورية الرومانية، وبشكل متقطع ومحلي، وبدءاً من يناير عام 250، اجبر جميع المواطنين على أداء الأضحية الدينية لالهه الرومانية وذلك في حضرة مفوضين من الجند الروماني، ومن يرفض يواجهه الموت. رفض العديد من المسيحيين تقديم الاضحية فاستشهد عدد كبير منهم، بما في ذلك البابا فابيان، في 20 يناير، غير ان مسيحيون اخرون اشتركزا في تقديم التضحيات من أجل إنقاذ حياتهم. نشأت مدرستان للفكر خلال فترة الاضطهاد. احدها كانت بقيادة نوفتيان والذي كان كاهنا في أبرشية روما، وكانت ابرز افكار هذه المدرسة ان من توقف عن ممارسة الاضطهاد المسيحية خلال فترة الاضطهادات لن تقبل رجوعه إلى الكنيسة حتى ولو تاب. وحسب فلسفة هذه المدرسة، فإن الطريقة الوحيدة للرجوعة إلى المسيحية هو إعادة عماده. وفي الجانب الآخر ظهرت مدرسة أخرى، ومن ابزر اعندتعا كورنيليوس وسيبريان اسقف قرطاج، رفضوا فكرة إعادة العماد وبدلا من ذلك ينبغي على من انكر المسيحية اظهار الندم والتوبة الحقيقية ليتم الترحيب به مرة أخرى في الكنيسة. وعلى أمل أن تتلاشى المسيحية، فقد منع الإمبراطور داكيوس انتخاب بابا جديد. ومع ذلك، سرعان ما اضطر داكيوس لمغادرة المنطقة لمكافحة غزو القوط، وبينما كان داكيوس بعيدا فقد جرت انتخابات لتعيين بابا جديد. وبعد البقاء 14 شهرا دون البابا، فان المرشح الرئيسي لمنصب البابا، موسى، قد توفي بسبب الاضطهاد. وتم انتخاب البابا كورنيليوس 21 مارس 251.